# 完顔従恪
完顔 従恪（かんがん じゅうかく、? - 1233年5月30日）は、金の第7代皇帝の衛紹王の嫡子。女真名は不明。姉はモンゴルに嫁いだ哈敦（ハトン）。

## 生涯
皇太子時代には胙王・左丞相に封じられる。1213年に父が将軍胡沙虎のクーデターで殺されると、胡沙虎によって皇太子の地位を追われた挙句に幽閉される。間もなく胡沙虎が殺害され、従兄の宣宗が即位したが、従恪は解放されることなく、そのまま20年間幽閉された。その間に、姉の哈敦公主がモンゴルに強制的に嫁がされるなど不運が続いた。1233年、西面元帥の崔立が哀宗にクーデターを起こすと、宣宗未亡人である太后の詔命で従恪は解放され、改めて梁王に封じられる。しかし、翌1234年にスブタイ率いるモンゴル軍が開封に迫ったため、崔立によって捕らわれて、宣宗の子の荊王盤都（守純）と共にスブタイに引き渡され、盤都と共に極刑に処され晒し首となった。